# 초면에 사랑합니다
《초면에 사랑합니다》는 SBS에서 2019년 5월 6일부터 2019년 6월 25일까지 방영된 월화 미니시리즈이며 SBS는 해당 작품의 후속으로 《닥터 탐정》을 편성할 예정이었으나 SBS 측의 월화극 잠정 폐지 결정에 따라 수목 미니시리즈로 편성이 바뀌었다.

## 줄거리
보이는 게 없어지고 나서야 비로소 사람을 제대로 보게 된 냉혈한 보스의 자아 찾기와 보스를 속여먹다 그를 사랑하게 된 비서의 로맨스를 담는 드라마.

## 등장 인물

### 주요 인물
- 김영광 : 도민익 역 (아역 조이현) - T&T모바일 미디어1 본부장
- 진기주 : 정갈희 역 - T&T모바일 미디어1 본부장실 비서
- 김재경 : 베로니카 박 역 - 씨네파크 대표이사
- 구자성 : 기대주 역 (아역 이주원) - T&T모바일 미디어2 본부장

### T&T 모바일의 비서들
- 장소연 : 이을왕 역 - 미디어2 본부장실 비서
- 한지선 : 모하니 역 - 대표이사 심해용 비서
- 손산 : 구명정 역 - 비서, 이을왕의 오른손
- 최윤라 : 부세영 역 - 비서
- 권소현 : 하리라 역 - 신입 비서

### 민익의 가족들
- 김민상 : 심해용 역 - 민익의 외삼촌, T&T모바일 대표이사
- 정애리 : 심해라 역 - 민익의 어머니, T&T아트센터 이사장

### 갈희의 가족들
- 서동원 : 정중희 역 - 안마사, 갈희의 오빠
- 김지민 : 정남희 역 (아역 김선율) - 고졸 백수, 갈희의 동생
- 김희정 : 고시례 역 (특별출연) - 갈희의 어머니, 현재 고인

### 베로니카의 가족들
- 백현주 : 박석자 역 - 전 석자실업 대표, 베로니카의 어머니

### T&T 모바일 이사들
- 이승형 : 박 이사 역 - 사외이사
- 김경룡 : 이 이사 역 - 사내이사, 법무실 상무
- 권홍석 : 김 이사 역 - 사외이사

### 그 외 인물
- 조재룡 : 엄한일 역 - 형사
- 송진우 : 우두한 역 - 형사
- 김병춘 : 구석찬 역 - 상모병원 신경외과 전문의, 민익의 주치의
- 최태환 : 은정수 역 - 민익의 운전기사
- 이혜인 : 베로니카 박의 비서 역
- 이문식 : 민익이 잘못 본 구석찬의 얼굴 역
- 김정팔 : 민익이 잘못 본 구석찬의 얼굴 역
- 김기두 : 민익이 잘못 본 구석찬의 얼굴 역
- 김하언 : 준이 역
- 이지우 : 다영 역
- 변성빈 : 환아 역
- 김근호 : 환아 역
- 안수호 : T&T모바일의 경비원 역

### 특별출연
- 김광규 : 본부장 역 - 갈희가 면접 본 회사의 면접관이자 본부장
- 스텔라장 : 가수 역
- 배해선 : 박 박사 역 - 신경외과 전문의
- 오영실 : 청소부 역
- 우현 : 찜질방 손님 역
- 최정우 : 도완배 회장 역 - 도민익의 아버지

## 시청률
최저 시청률과 최고 시청률은 시청률 조사회사와 지역별로 시청률에 차이가 있을 수 있습니다.
| 2019년 | 2019년   | 2019년         | 2019년         | 2019년       |
| 회차   | 방송일   | TNmS 시청률    | AGB 시청률     | AGB 시청률   |
| 회차   | 방송일   | 대한민국(전국) | 대한민국(전국) | 서울(수도권) |
| ------ | -------- | -------------- | -------------- | ------------ |
| 제1회  | 5월 6일  | 3.7%           | 3.2%           | %            |
| 제2회  | 5월 6일  | 3.5%           | 3.6%           | %            |
| 제3회  | 5월 7일  | 3.1%           | 3.4%           | %            |
| 제4회  | 5월 7일  | 3.3%           | 3.2%           | %            |
| 제5회  | 5월 13일 | 2.7%           | 3.1%           | %            |
| 제6회  | 5월 13일 | 3.1%           | 3.1%           | %            |
| 제7회  | 5월 14일 | %              | 3.0%           | %            |
| 제8회  | 5월 14일 | %              | 3.5%           | %            |
| 제9회  | 5월 20일 | %              | 3.0%           | %            |
| 제10회 | 5월 20일 | %              | 3.4%           | %            |
| 제11회 | 5월 21일 | %              | 2.7%           | %            |
| 제12회 | 5월 21일 | %              | 3.6%           | %            |
| 제13회 | 5월 27일 | %              | 2.8%           | %            |
| 제14회 | 5월 27일 | %              | 3.5%           | %            |
| 제15회 | 5월 28일 | %              | 3.0%           | %            |
| 제16회 | 5월 28일 | %              | 3.0%           | %            |
| 제17회 | 6월 3일  | %              | 3.1%           | %            |
| 제18회 | 6월 3일  | %              | 3.7%           | %            |
| 제19회 | 6월 4일  | %              | 3.2%           | %            |
| 제20회 | 6월 4일  | 3.8%           | 4.0%           | %            |
| 제21회 | 6월 10일 | %              | 2.7%           | %            |
| 제22회 | 6월 10일 | %              | 3.4%           | %            |
| 제23회 | 6월 11일 | 2.9%           | 3.0%           | %            |
| 제24회 | 6월 11일 | 3.3%           | 4.0%           | %            |
| 제25회 | 6월 17일 | %              | 3.0%           | %            |
| 제26회 | 6월 17일 | %              | 3.8%           | %            |
| 제27회 | 6월 18일 | %              | 3.6%           | %            |
| 제28회 | 6월 18일 | %              | 4.2%           | %            |
| 제29회 | 6월 24일 | %              | 2.8%           | %            |
| 제30회 | 6월 24일 | %              | 3.1%           | %            |
| 제31회 | 6월 25일 | %              | 3.9%           | %            |
| 제32회 | 6월 25일 | %              | 4.6%           | %            |
| 평균   | 평균     |                | 3.4%           |              |

## 동시간대 드라마
- KBS 월화 미니시리즈

《국민 여러분!》 (2019년 4월 1일 ~ 2019년 5월 28일)
《퍼퓸》 (2019년 6월 3일 ~ 2019년 7월 23일)
- MBC 월화 미니시리즈
- 《특별근로감독관 조장풍》 (2019년 4월 8일 ~ 2019년 5월 28일)

## 같이 보기
- 대한민국의 텔레비전 드라마 목록 (ㅊ)
- 2019년 대한민국의 텔레비전 드라마 목록